# 板塘街道
板塘乡，是中华人民共和国湖南省湘潭市岳塘区下辖的一个乡镇级行政单位。

## 行政区划
板塘乡下辖以下地区：
五一村、板塘村、西塘村、光华村、农联村、新农村和摇泉村。